# صف الحصيد

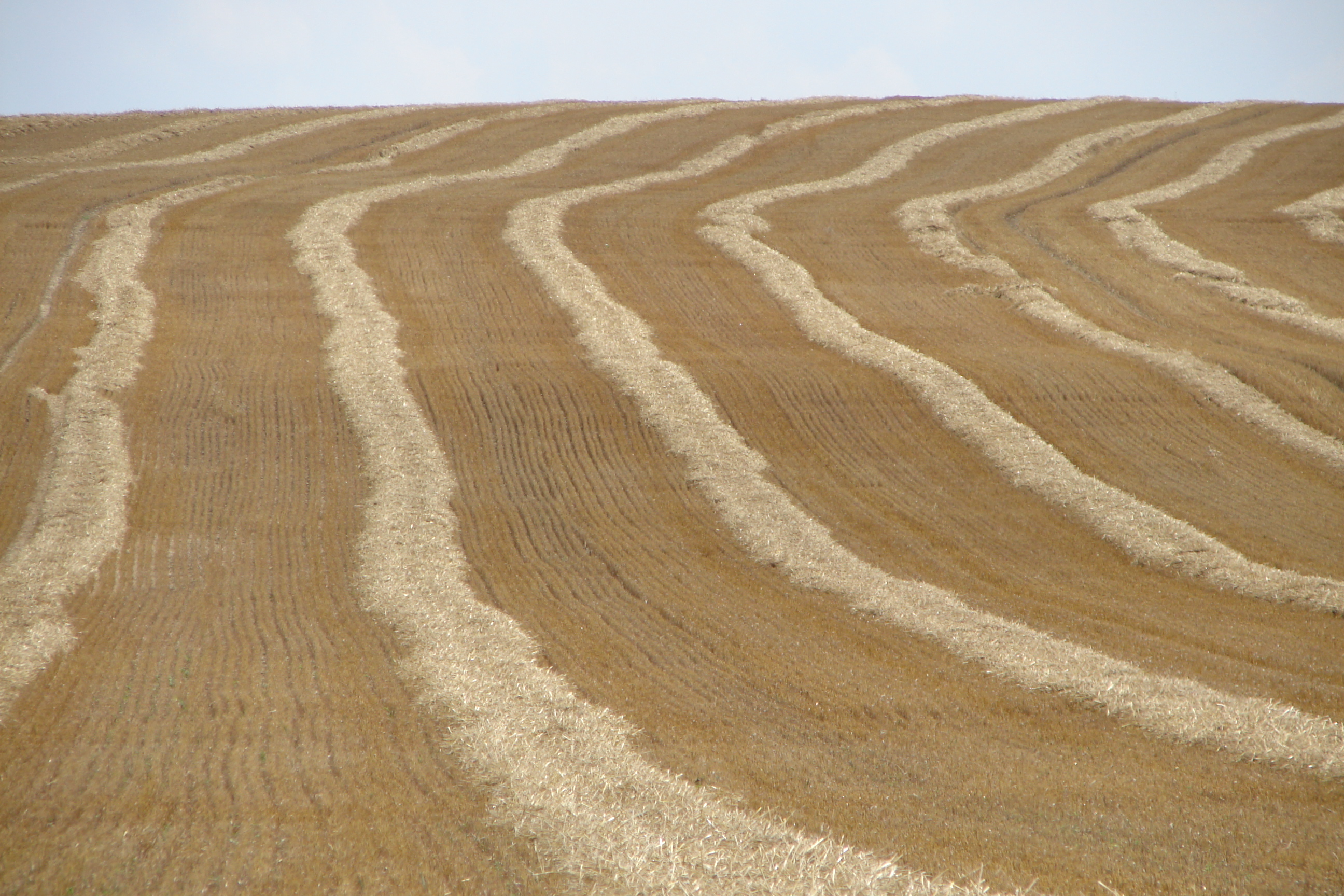
صفوف حصيد من القش، إلى جانب بقايا المحاصيل.

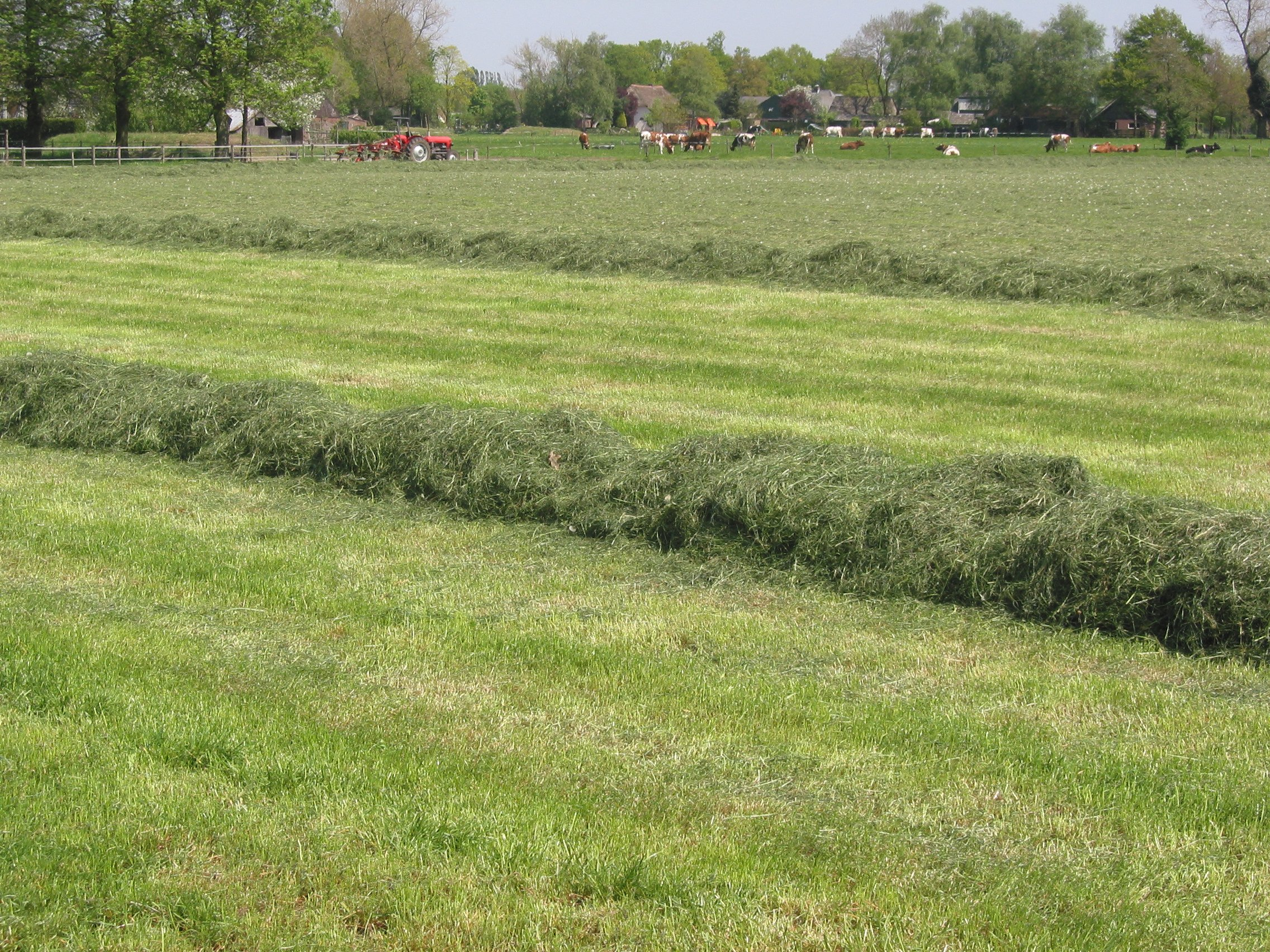
العشب المخصص للسيلاج في صفوف تنتظر التجميع.

صف الحصيد هو صف من الدريس أو محاصيل الحبوب الصغيرة. تُترك لتجف قبل حزمها أو درسها أو لفها. فأما صف حصيد التبن، فتُشكله مدمة الدريس ‏، والذي يجمع التبن الذي قطعته المحشة أو المحش في صف، أو قد يتشكل من تلقاء نفسه أثناء جز التبن. أما للمحاصيل الحبوب الصغيرة التي تُحصد، فتشكل صفَّ الحصيد مصفة الحصيد ‏ تقوم بقطع المحصول في صفوف.